# ハニー・ムフタール
ハニー・ムフタール（Hany Mukhtar 、1995年3月21日 - ）は、ドイツ・ベルリン出身のプロサッカー選手。ナッシュビルSC所属。ポジションはMF。

## 経歴

### クラブ
7歳の時に地元クラブであるヘルタ・ベルリンのアカデミーに入団。2012年10月のディナモ・ドレスデン戦で、クラブ史上2番目に若いトップチームデビューを飾った。
2015年1月15日、推定移籍金50万ユーロでSLベンフィカに移籍、2020年までの契約を結んだ。
2017年4月17日、レンタルで加入していたブレンビーIFに完全移籍。

### 代表
各年代でドイツ代表に選出されており、UEFA U-19欧州選手権2014、2015 FIFA U-20ワールドカップなどに参加した。
なお父親がスーダン人のため、スーダン代表としてプレーする権利も有している。

## タイトル

### チーム
ヘルタ・ベルリン
- 2. ブンデスリーガ: 2012–13

SLベンフィカ
- プリメイラ・リーガ: 2014–15

レッドブル・ザルツブルク
- オーストリア・ブンデスリーガ: 2015–16
- オーストリア・カップ: 2015–16

ブレンビーIF
- デンマーク・カップ: 2017–18

U-19ドイツ代表
- UEFA U-19欧州選手権: 2014

### 個人
- UEFA U-19欧州選手権2014優秀選手[10]